# Manganperoxidas
Manganperoxidas är ett enzym som tros medverka i ligninnedbrytning. Det använder väteperoxid som oxidationsmedel för att oxidera mangan(II)-joner till den reaktiva mangan(III)-jonen som i sin tur kan oxidera lignin. Många manganperoxidaser har också förmågan att bilda väteperoxid genom att katalysera reaktioner mellan oxalsyra och syrgas.
Reaktionsformeln är följande: 
2 Mn(II) + 2 H+ + H2O2 {\displaystyle \rightleftharpoons } 2 Mn(III) + 2 H2O